# Орден Словацкого креста
Орден Словацкого креста (словац. Rad Slovenskeho kríža) — государственная награда Первой Словацкой республики.
Учрежден 8 мая 1940 года президентом первой Словацкой республики Й. Тисо в память Андрея Глинки, лидера Словацкой народной партии, выступавшего за независимость Словакии.

## Степени ордена
Орден имел 5 степеней и специальную степень, а также медаль ордена в трех степенях, и являлся второй по значению наградой Словакии. С 4 марта 1942 года награда за военные заслуги вручалась с изображением мечей.
1. Цепь (словац. Reťaz Radu Slovenského kríža)
2. Большой крест (словац. Veľkokríž Radu Slovenského kríža)
3. Великий офицер (словац. Veľkodôstojnícky kríž Radu Slovenského kríža)
4. Командор (словац. Veliteľský kríž Radu Slovenského kríža)
5. Офицер (словац. Dôstojnícky kríž Radu Slovenského kríža)
6. Кавалер (словац. Rytiersky kríž Radu Slovenského kríža)

Медали
1. Золотая медаль
2. Серебряная медаль
3. Бронзовая медаль

## Знаки ордена
Знак ордена выполнялся в форме Словацкого двойного креста, покрытого белой эмалью, с закругленными концами сторон, так что он может быть вписан в окружность. Между сторонами креста проходили пучки позолоченных липовых ветвей. В центральном медальоне креста помешался портрет А. Глинки, повернутый влево. На оборотной стороне креста — надпись: «VERNI SEBE SVORNE NAPRED» («Верные себе, вместе вперед»).
Знак мог иметь подвеску в виде маленького лаврового венка, пересеченного скрещенными мечами.
Лента ордена чёрная, с голубыми полосками по краям.
Знак особой степени ордена носился на цепи, знак большого креста на ленте через плечо, знаки великого офицера и командора на шее, знак офицера на левой стороне груди, знак кавалера на ленте, на левой стороне груди.
Награждённые Особой степенью, Большим крестом или крестом великого офицера носили звезду на левой стороне груди. Восьмиконечная звезда с расходящимися от центра лучами выполнена из серебра. На лицевой стороне в центре расположен венок из липовых ветвей, поверх которого наложен знак ордена.
Лента ордена выполнена из муарового шелка чёрного цвета с тёмно-синими полосами, расположенными ближе к краю. Диаметр звезды — 88,5 на 88,5 мм.
Медаль ордена имела диаметр 33 мм. Знаки трех степеней различались цветом металла: золотой, серебряный и бронзовый. На лицевой стороне медали был изображен знак ордена, на реверсе повторялся орденский девиз в четыре строки. Медаль за боевые заслуги имела подвеску с мечами. Лента медали такая же, как и у ордена.

## Иллюстрации

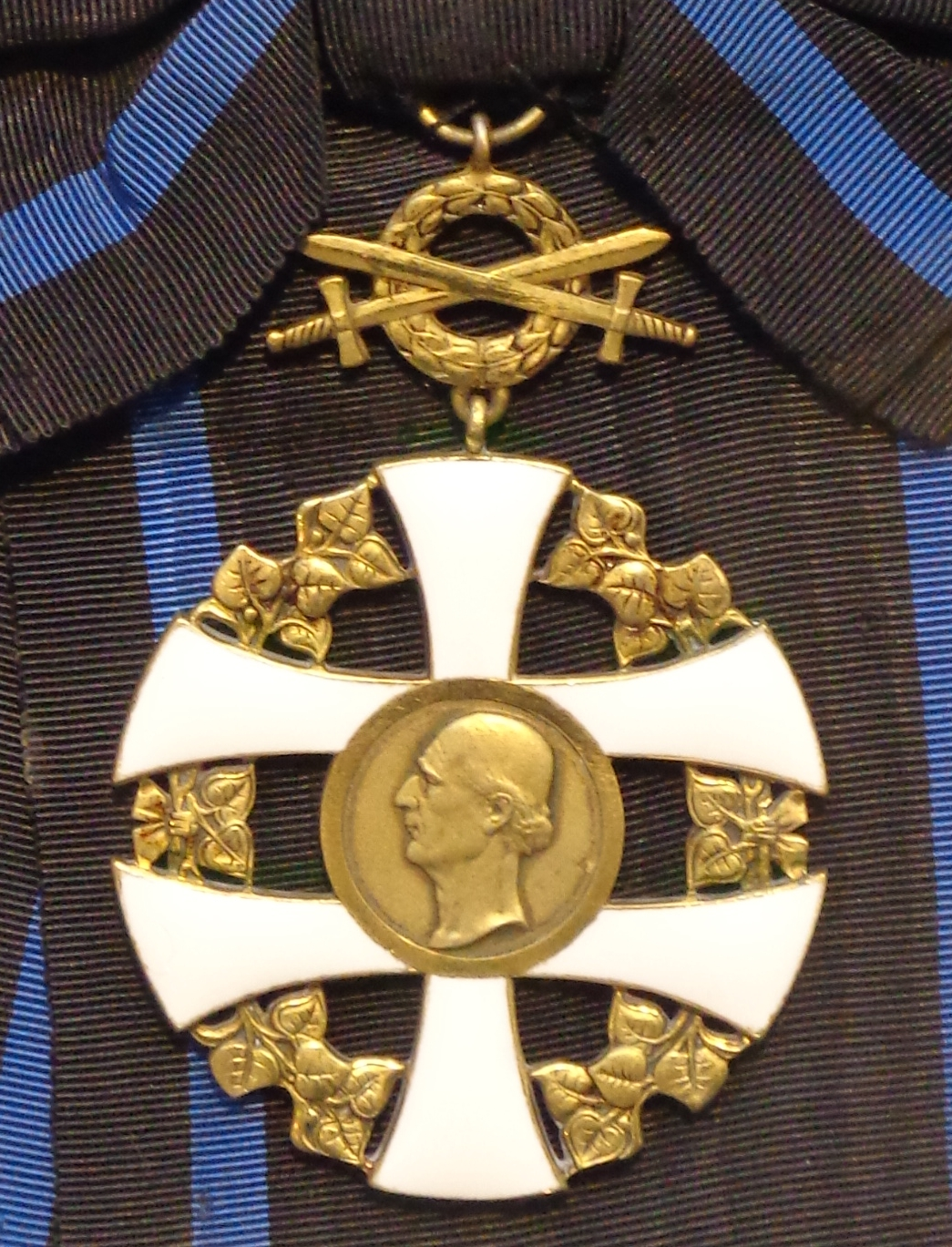
Знак Большого креста с мечами
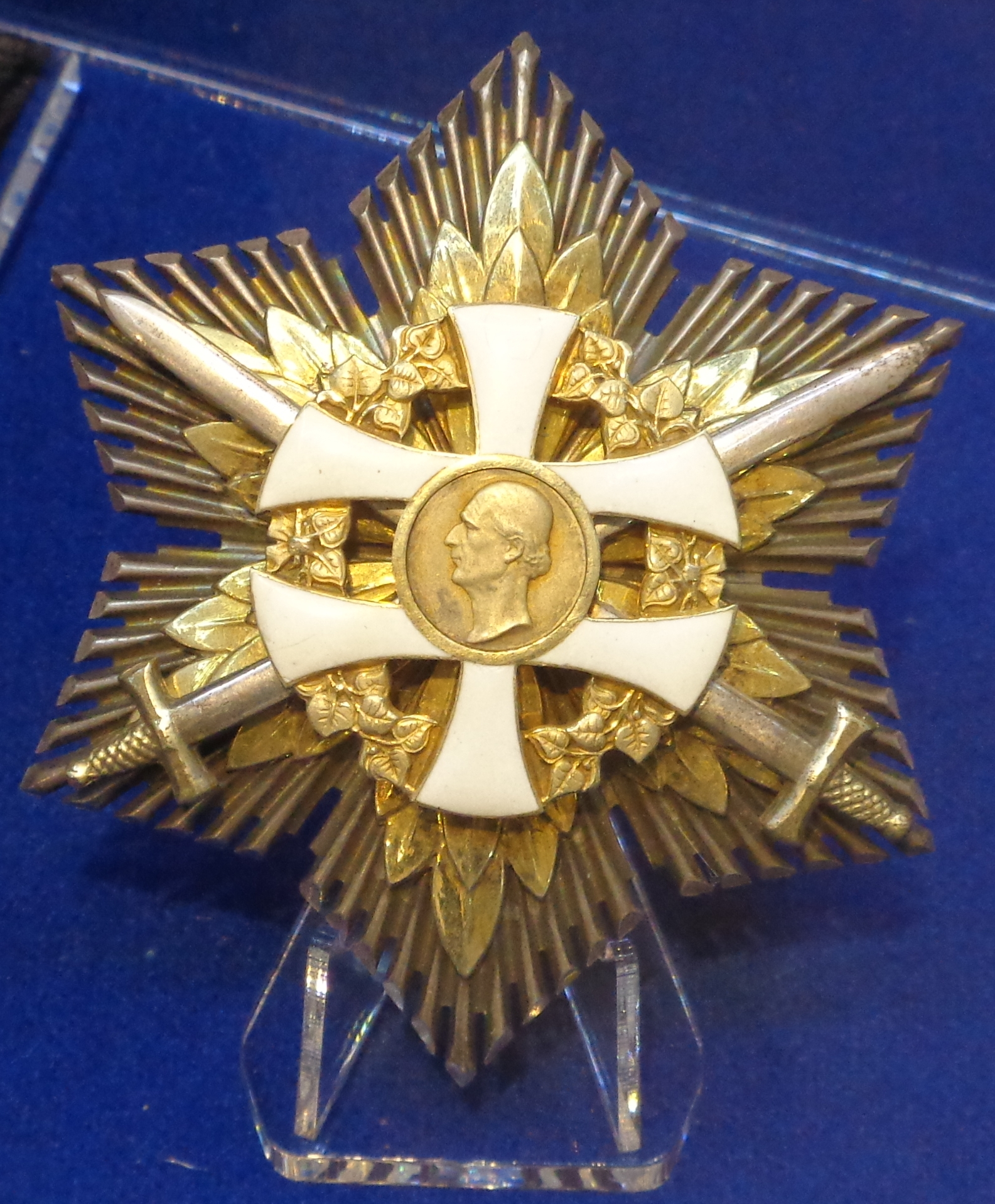
Звезда Большого креста с мечами
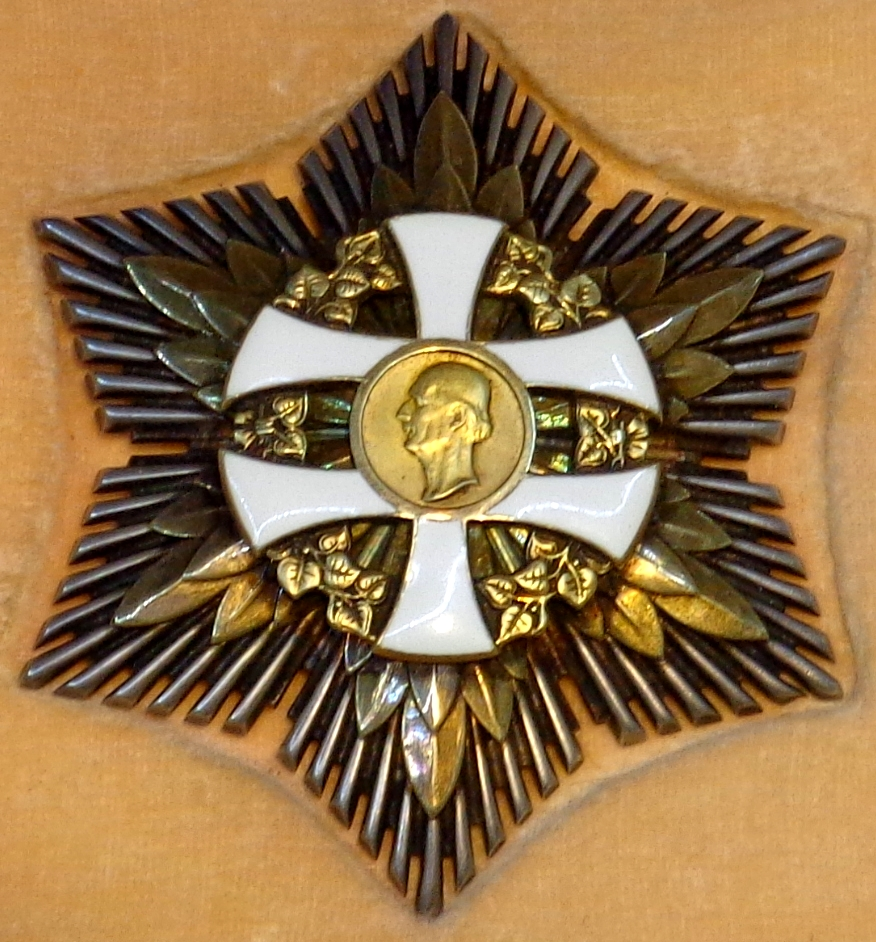
Звезда Большого креста
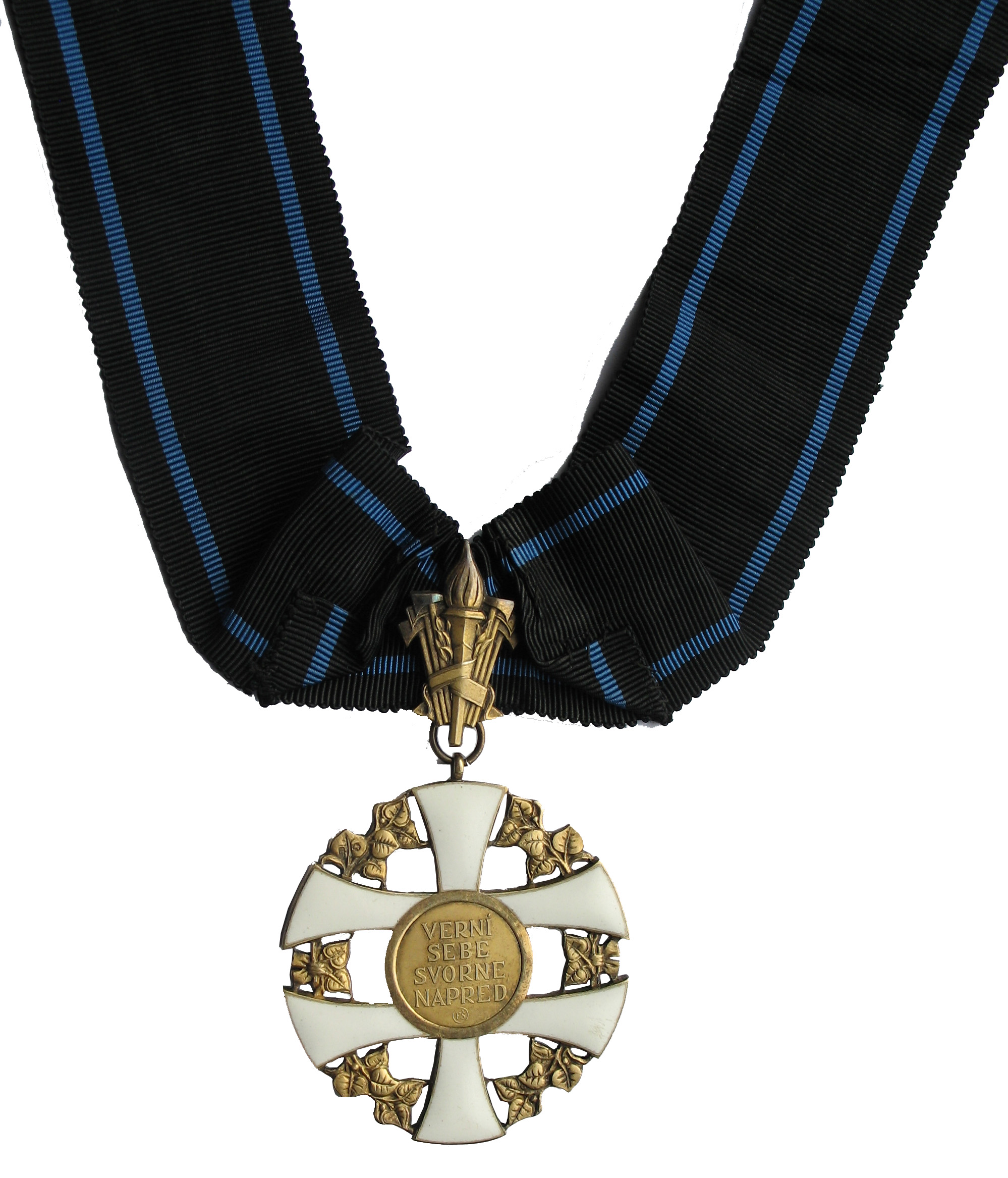
Знак командора, реверс
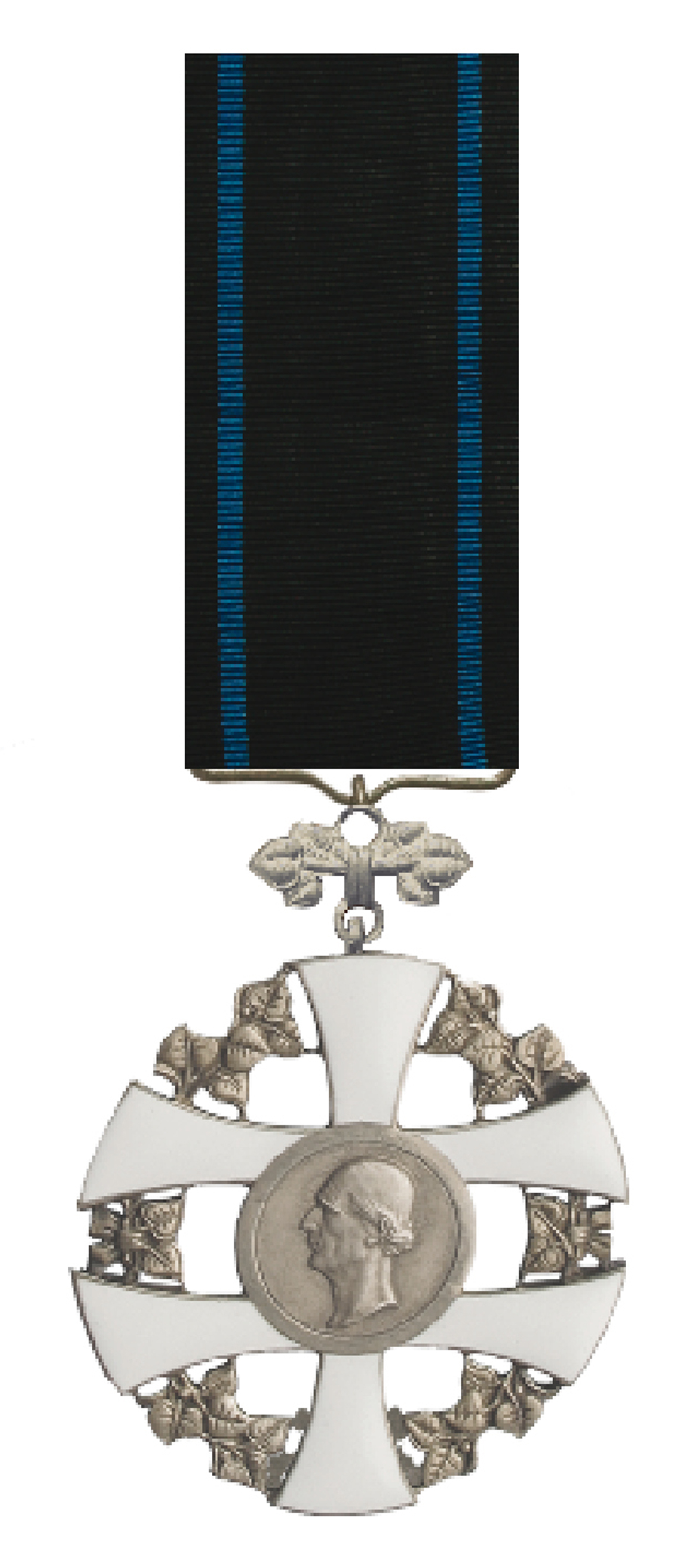
Знак кавалера